# Aviméta 132
Lo Aviméta 132 fu un aereo da trasporto passeggeri trimotore monoplano  a 10 sviluppato dalla azienda aeronautica francese Société pour la Construction d'Avions Métallique nella seconda metà degli anni venti del XX secolo e rimasto allo stadio di prototipo.

## Storia del progetto
La Aviméta (Société pour la Construction d'Avions Métallique) nacque come dipartimento aeronautico della fabbrica di armamenti Schneider-Creusot. Oltre ad alcuni velivoli militari l'azienda sviluppò altri aerei per il mercato civile, interamente di costruzione metallica.  Non riuscendo a vendere aerei da combattimento, Eugène Lepère, l'ingegnere a capo dell'ufficio tecnico della Aviméta, si dedicò all'aviazione commerciale con un progetto per un monoplano ad ala alta e carrello fisso, sempre costruito in alferium. 
Derivato dal precedente Aviméta 92, la sua struttura era identica a quella dei precedenti progetti Aviméta 130, un monomotore da 450 CV o 600 CV, e Aviméta 131, bimotore equipaggiato con due propulsori da 380 CV.

## Descrizione tecnica
L'Aviméta 132 era un aereo da trasporto civile a dieci posti, monoplano, trimotore, di costruzione interamente metallica, realizzato in lega di ferro e alluminio prodotta dalla Schneider e denominata Alférium. La configurazione alare verteva su un'ala posizionata alta, sulla fusoliera. La fusoliera era di costruzione interamente metallica, suddivisa in tre sezioni indipendenti, una che terminava poco dopo la fine dell'ala, una che andava da li alla coda, con essa e il suo impennaggio che costituivano la terza sezione. Il posto di pilotaggio ad abitacolo aperto, che poteva contenere due piloti affiancati, aveva doppi comandi e si trovava tra il motore anteriore e l'inizio dell'ala. La cabina per la radionavigazione (T.S.F.) aveva una porta di accesso indipendente, mentre la stiva bagagli si trovava anteriormente sotto i posti dei piloti e prima della cabina di radionavigazione. La cabina passeggeri era lunga 5 m, larga 1,80 m, e alta 1,90 m. Essa poteva contenere 12 poltrone tipo "Pullman" o otto cuccette tipo "Wagons-Lits". Nella parte anteriore di era un lavandino. 
La propulsione era affidata a tre motori radiali Salmson 9Ac, a 9 cilindri raffreddati ad aria eroganti la potenza  di 230 cavallo vapore (173 kW).  Il carrello di atterraggio era triciclo posteriore fisso, con pattino di coda.  Le gambe principali erano dotate di ammortizzatori a frizione a corsa lunga. Il velivolo saliva a 2.00 m in 19 minuti.

## Impiego operativo
In risposta ad un requisito emesso dalla compagnia aerea Air Union relativo ad un velivolo da trasporto passeggeri capace di operare sia di giorno che di notte la Aviméta costruì un prototipo del trimotore Aviméta 132. Rivelatosi troppo pesante il modello non interessò le compagnie aeree, e la messa in liquidazione della Aviméta blocco ogni ulteriore sviluppo.